# Dronningens corgi
Dronningens corgi er en belgisk animeret film instrueret af Vincent Kesteloot og Ben Stassen fra 2019

## Medvirkende
| Karakter               | Stemmeskuespiller | Stemmeskuespiller | Stemmeskuespiller  |
| Karakter               | United Kingdom    | USA               | Danmark            |
| ---------------------- | ----------------- | ----------------- | ------------------ |
| Rex                    | Jack Whitehall    | Leo Barakat       | Silas Holst        |
| Queen Elizabeth II     | Julie Walters     | Mari Devon        | Lone Hertz         |
| Wanda                  | Sheridan Smith    | Jo Wyatt          | Marie Hammer Boda  |
| Tyson                  | Ray Winstone      | Joey Camen        | Alexandre Willaume |
| Charlie                | Matt Lucas        | Dino Andrade      | Lars Ranthe        |
| Prince Philip          | Tom Courtenay     | Paul Gregory      | Lars Knutzon       |
| Chief                  | Colin McFarlane   | Rick Zieff        |                    |
| Jack                   | Iain McKee        | Rusty Shackleford |                    |
| Sanjay                 | Kulvinder Ghir    | Joey Camen        |                    |
| Patmore                | Nina Wadia        | Lin Gallagher     |                    |
| Mitzi                  | Sarah Hadland     | Madison Brown     |                    |
| Melania Trump          | Debra Stephenson  | Millie Mup        |                    |
| President Donald Trump | Jon Culshaw       | Kirk Thornton     |                    |